# Flora und Vegetation Albaniens

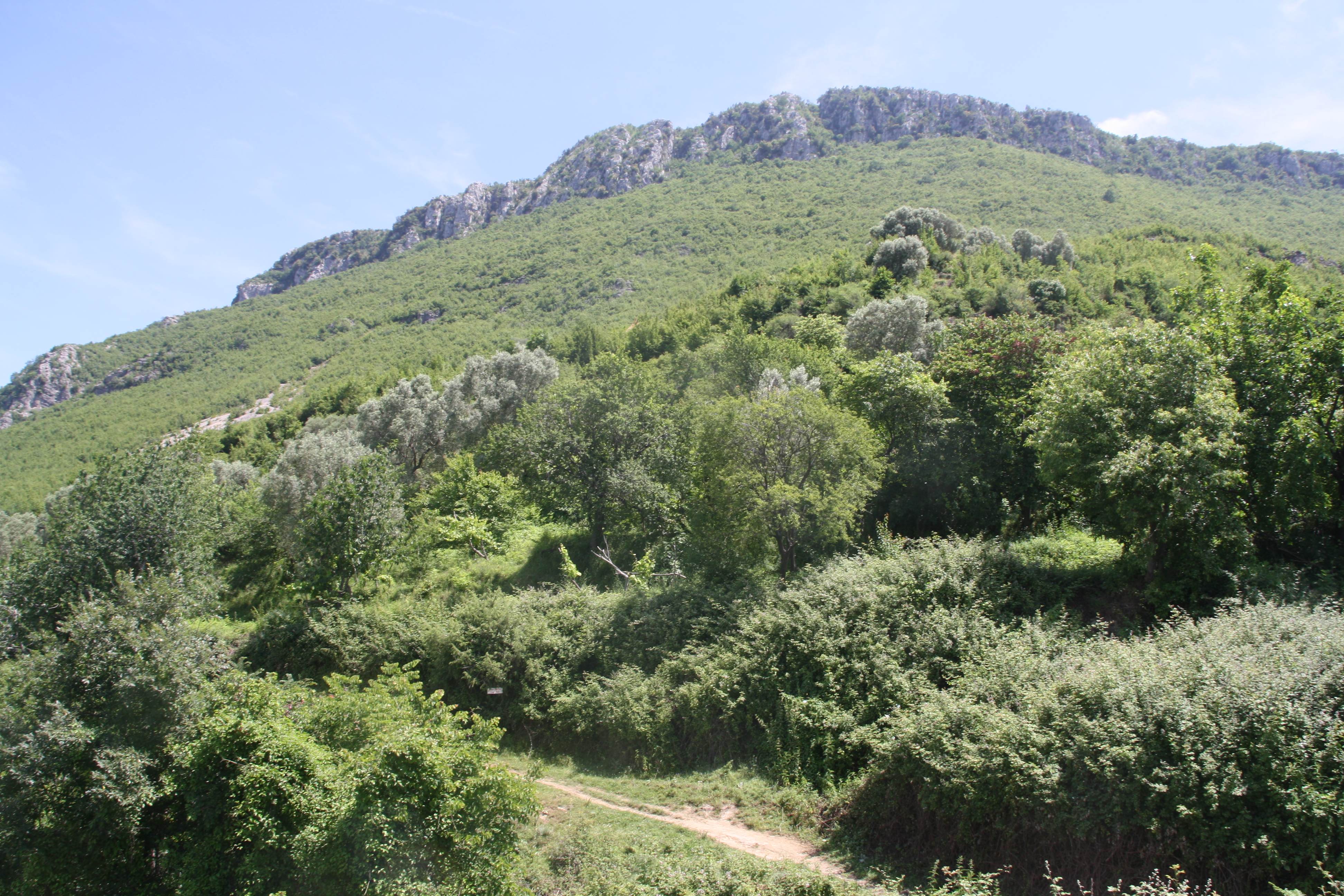
Typischer Mischwald im Küstenrandgebirge Mittel- und Nordalbaniens

Die Flora und Vegetation Albaniens wird derzeit (2017) mit etwa 3550 Arten wildwachsender Gefäßpflanzen angegeben. Damit weist Albanien eine deutlich größere Biodiversität als die um einen Drittel flächenreichere Schweiz mit 3113 Arten auf. Noch größer wird dieser Unterschied, wenn man die in der Neuzeit eingebürgerten Pflanzen (Neophyten) ausklammert, von denen in der Schweiz viel mehr nachgewiesen wurden als in Albanien.

## Naturraum

### Geologie

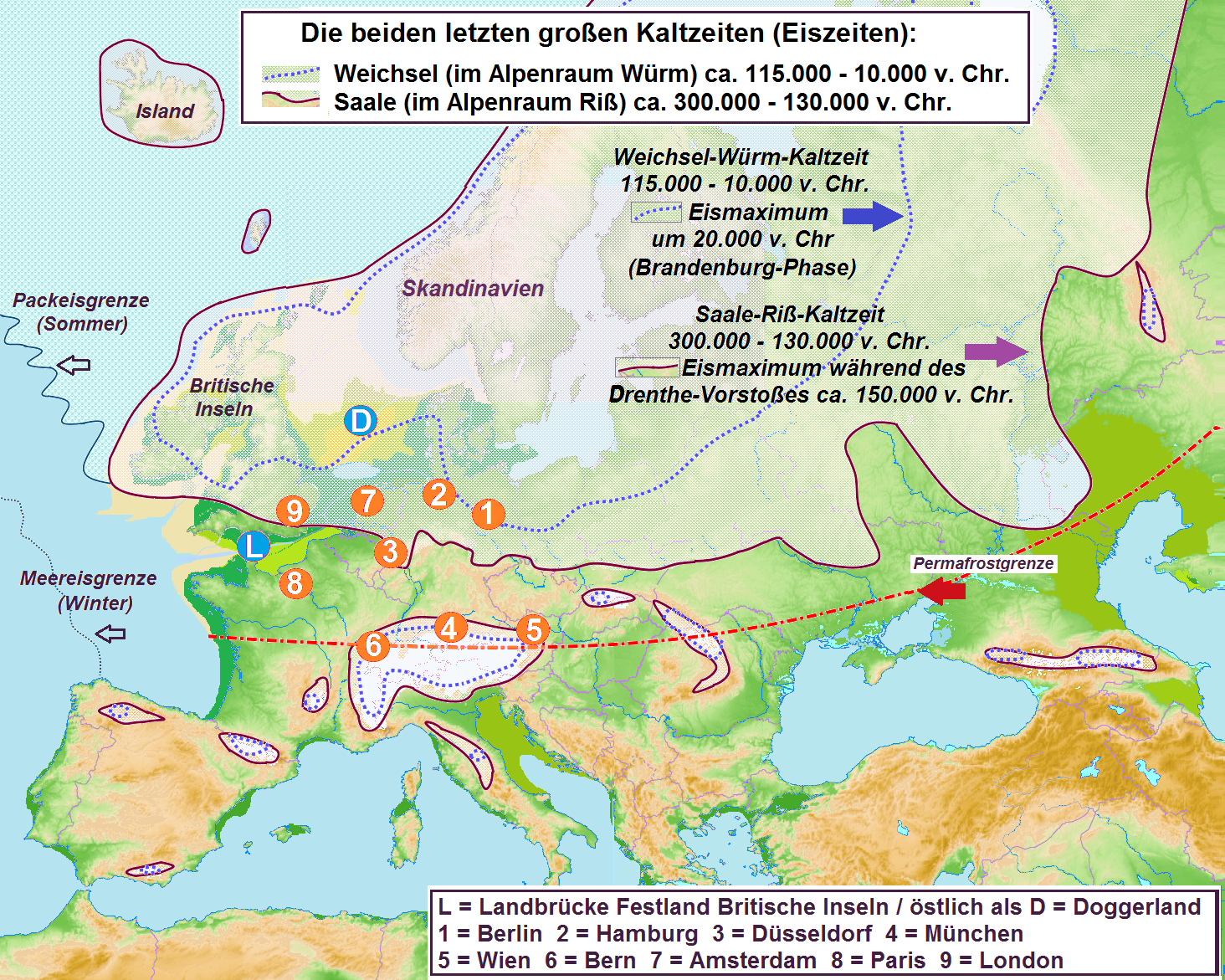
Würm- und Saaleeiszeiten

Die Hauptursache für diese hohe Artenvielfalt Albaniens ist die geringe Vergletscherung während der Würm- und Saale-Eiszeiten, die das gebirgige Relief Albaniens nicht mit einschlossen, sodass sich die Artenvielfalt seit mindestens 115.000 Jahren vergleichsweise ungestört entwickeln konnte. Ein weiterer wichtiger Einflussfaktor war der hohe Flächenanteil von Serpentinböden mit seiner sehr eigenständigen und endemitenreichen Flora.

### Klima
Die der Adria zugewandten Teile Albaniens gehören zu den feuchtesten Teilen Europas. Shkodra in Nordalbanien erhält 1800 mm Jahresniederschlag, obwohl es fast auf Meereshöhe liegt. Für die Albanischen Alpen (Prokletje) werden mindestens 2400 mm Jahresniederschlag angenommen. Von Nord nach Süd nimmt der mediterrane Charakter des Landes deutlich zu. Shkodra an der Grenze zu Montenegro hat nur einen trockenen Sommermonat und liegt daher noch im feucht-mediterranen Klimabereich der dalmatinischen Küste. Saranda im südlichen Küstenbereich Albaniens gelegen hat dagegen schon drei ausgesprochen trockene Sommermonate, wie es für das typisch-mediterrane Klima des Ionischen Küstengebietes typisch ist. In den östlichen Landesteilen werden die Jahresniederschläge zwar deutlich weniger, dafür nimmt aber auch die Sommertrockenheit ab, und es herrscht dort in tieferen Lagen ein submediterranes, fast schon mitteleuropäisches Klima. 

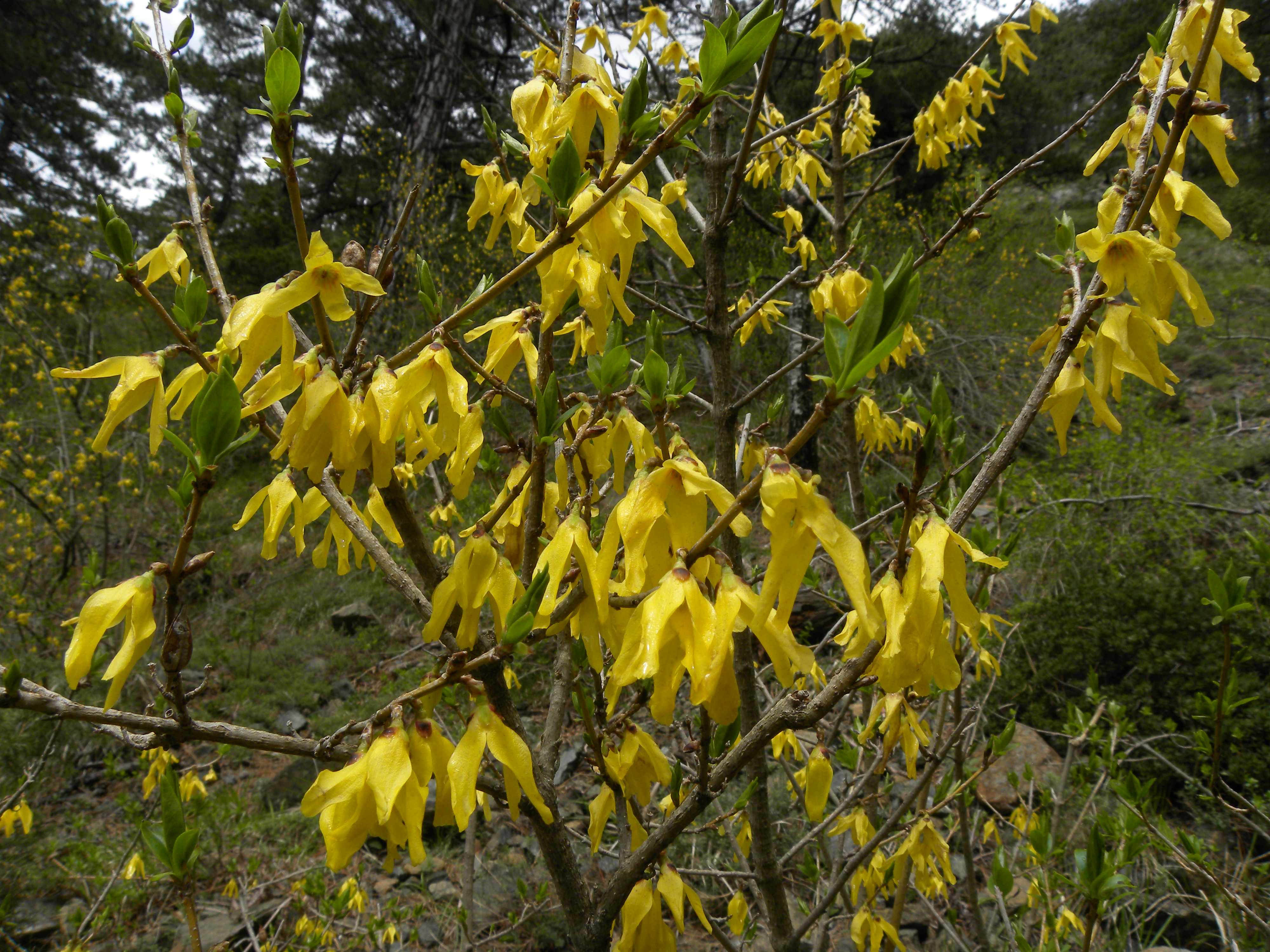
Die Europäische Forsythie (Forsythia europaea) ist einer der bekanntesten Balkanendemiten und gleichzeitig eine typische Serpentinpflanze (Albanien, Qafë Shtama).

## Flora
Die Flora Albaniens besteht aus etwa 3550 Arten wildwachsender Gefäßpflanzen. Die artenreichste Gattung der albanischen Flora ist Trifolium (Klee) mit 63 Arten. Es ist dies hauptsächlich eine Folge des sommertrockenen Mittelmeerklimas in den küstennahen Lagen, denn 63 % der albanischen Kleearten sind kurzlebige Frühlings- bis Frühsommerblüher. Albanien beherbergt auch 27 Königskerzen-Arten (Verbascum), was auf die größere Nähe zu Anatolien, dem Hauptentwicklungszentrum der Königskerzen, zurückgeht.
Bedingt durch seine geringe Landesfläche hat Albanien nur vergleichsweise wenige echte Endemiten. Allerdings sind 59 Arten ausgesprochen lokal verbreitet und weitere 264 Arten gehören zur Gruppe der Balkan-Endemiten mit kleinen Gesamtarealen von weniger als 500 Kilometer Durchmesser. Hauptsächliche Wuchsorte dieser Endemiten sind offene, (halb)natürliche Gesellschaften wie Hochgebirge, Klippen, enge Schluchten oder offenes Grasland und Phrygana. Besonders endemitenreich sind solche Standorte über Serpentinböden. Hier wachsen auch systematisch besonders stark isolierte Paläoendemiten wie Halacsya sendtneri and Paramoltkia doerfleri (zwei monotypische Boraginaceen-Gattungen), Campanula hawkinsiana, Centaurea kosaninii, Centaurea vlachorum, Forsythia europaea und Sanguisorba albanica.

## Vegetation

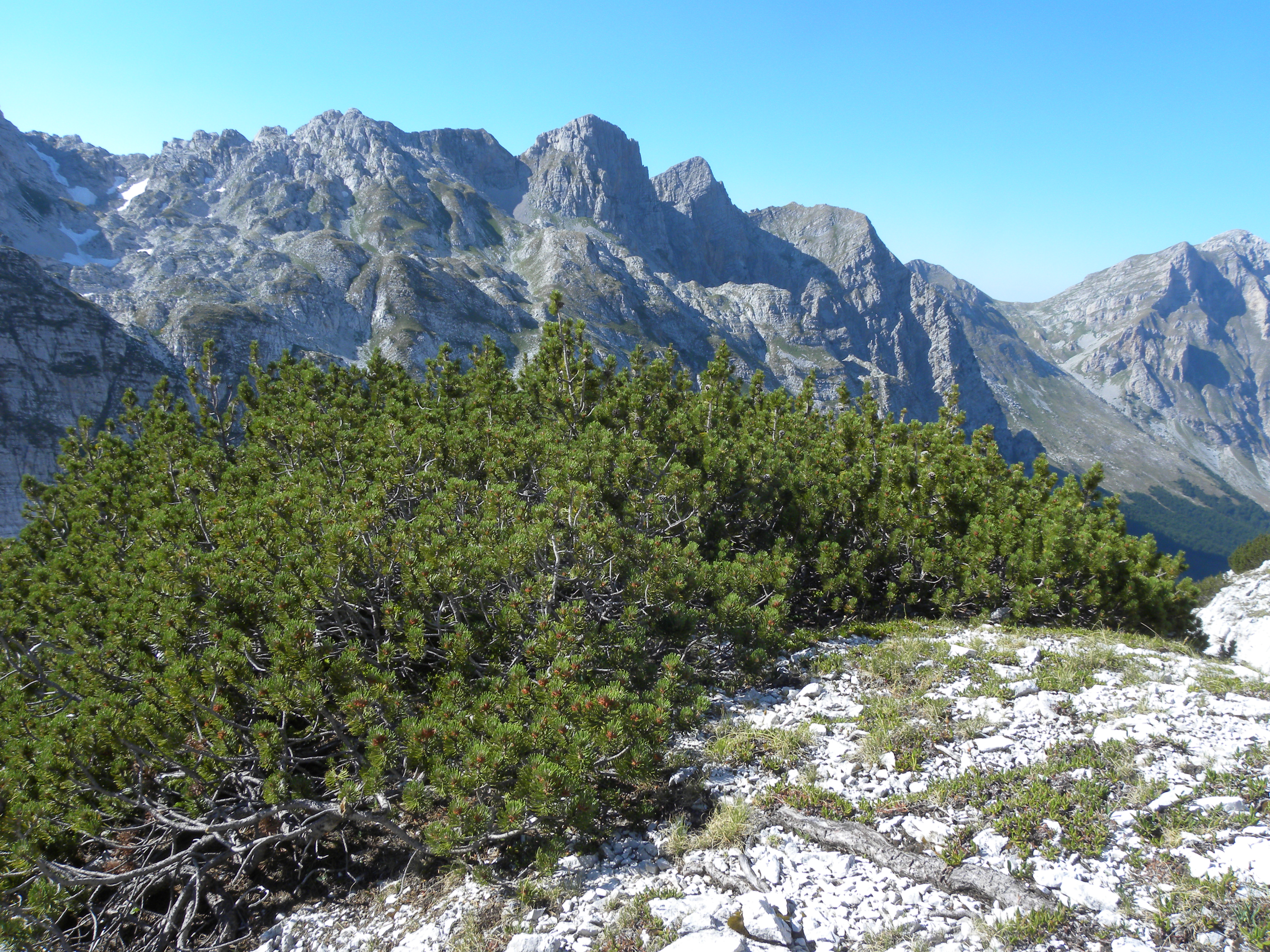
Legföhre (Pinus mugo) am Aufstieg zur Maja Jezerca (Prokletje). Diese in den Alpen verbreitete Art erreicht ihre lokale Südgrenze auf der westlichen Balkanhalbinsel in den feuchten Albanischen Alpen.

Die fruchtbaren Teile der Küstenebenen sind durchwegs von Agrarland bedeckt. Auf trockenen Hügeln gedeiht meist eine teilweise wintergrüne Macchien-artige Sekundärvegetation mit Erdbeerbaum (Arbutus unedo), Baum-Heide (Erica arborea), Terebinthe (Pistacia terebinthus), Perückenstrauch (Cotinus coggygria), Flaumeiche (Quercus pubescens) etc. Mit zunehmender Höhenlage treten zunächst sommergrüne Eichenwälder auf mit Zerreiche (Quercus cerris), Ungarischer Eiche (Quercus frainetto), Makedonischer Eiche (Quercus macedonica), Stieleiche (Quercus robur), Hopfenbuche (Ostrya carpinifolia) oder Hainbuche (Carpinus betolus). Darüber folgt ein Buchenwaldgürtel (Fagus sylvatica), im feuchten Norden mit einer Untergrenze von stellenweise nur 400 Metern, im trockeneren Süden ab 600–1000 Metern. Hier wandelt sich die Buchenstufe zu einer trockenheitsresistenteren Buchen-Tannen-Stufe mit Bulgarischer Tanne (Abies borisii-regiis), die dann in Griechenland letztlich zu einer reinen Tannenstufe mit Griechischer Tanne (Abies cephalonica) mutiert. Deutlich verschieden ist die Vegetation über Serpentin mit Schwarzföhre (Pinus nigra) auf den besonders flachgründigen Böden und Rumelischer Kiefer (Pinus peuce) zusammen mit der Buche im subalpinen Bereich.
Die Hochgebirgsvegetation der Albanischen Alpen erinnert noch sehr an die südöstlichen Alpen mit Legföhren (Pinus mugo) und einer insgesamt eher weichblättrigen, feuchtigkeitsliebenden Vegetation. Nur hier und an einer einzigen besonders feuchten Stelle in den Karnischen Alpen (Gartnerkofel) kommt die Kärntner Wulfenie (Wulfenia carinthiaca) vor. Die Hochgebirgsvegetation Südalbaniens ist dagegen bereits deutlich mediterraner getönt, was sich an dem häufigeren Auftreten von Disteln (z. B. Carduus tmoleus, Morina persica) und dornigen Tragant-Arten (Astragalus) äußert.